# Mohammed Chaouki Zine
Mohammed Chaouki Zine (Orán, Argelia, 13 de mayo de 1972) es un filósofo y escritor argelino.

## Biografía
Se interesa desde hace varios años por la filosofía occidental como prueba en su obra Hermenéuticos y deconstrucciones (Beirut- Casablanca, 2002) y la traducción árabe del libro de Hans-Georg Gadamer La filosofía hermenéutica (Argel, 2002; nueva edición, Argel- Beirut, 2006). 
Tiene un doctorado en Estudios Árabes e Ibéricos sobre el místico y filósofo de Al-Ándalus, natural de España, Muhyiddin Ibn Arabi (Murcia, 1165- Damasco, 1240).

## Publicaciones
- Hermenéuticas y deconstrucciones: figuras del pensamiento occidental contemporáneo (Beirut- Casablanca, 2002)
- Identidades y alteridad (Argel, 2002)
- Políticas de la razón (Orán, 2005)
- Desplazamientos intelectuales: la modernidad y el intelectual (Argel, 2005)
- Hermenéuticas y deconstrucciones (II): arquitectónicos críticas en la cultura occidental (Argel-Beirut, 2008)
- El discurso de los finales últimos: la universalización y la identidad cultural (traducción francesa del libro de Ali Harb) (2010)
- Ibn Arabi: Conocimiento y manifestación de serlo (2010)